# Lokal zusammenziehbarer Raum
Ein lokal kontrahierbarer oder lokal zusammenziehbarer Raum wird im mathematischen Teilgebiet der Topologie betrachtet.

## Definition
Ein topologischer Raum {\displaystyle X} heißt lokal zusammenziehbar, wenn es zu jeder Umgebung {\displaystyle U\subset X} jedes Punktes {\displaystyle x\in X} eine zusammenziehbare Umgebung {\displaystyle V\subset X} mit 
{\displaystyle x\in V\subset U}
gibt.

## Beispiele

Topologischer Kamm

Mannigfaltigkeiten und CW-Komplexe sind lokal zusammenziehbar.
Zusammenziehbare Räume müssen nicht immer lokal zusammenziehbar sein. Ein Beispiel hierfür ist der topologische Kamm, dieser ist definiert als
{\displaystyle (\{0\}\times [0,1])\cup (\{1/n|n\in \mathbb {N} \}\times [0,1])\cup ([0,1]\times \{0\})\subset \mathbb {R} ^{2}}
mit der von der euklidischen Metrik des {\displaystyle \mathbb {R} ^{2}} induzierten Topologie.